# 锦州市锦州中学
锦州市锦州中学，是位于辽宁省锦州市的一所高级中学。是辽宁省首批示范高中，辽宁省首批重点中学。

## 历史
锦州中学前身是锦县男子师范学校，始建于1913年。1948年10月，锦州解放后，锦州市人民政府接管了学校，鲁坎任第一任校长。
1960年被辽宁省确定为省重点中学。1980年确定为省首批办好的重点中学。1948年起，学校成为全日制高级中学，并开始试行校长负责制的领导体制。
1960年被辽宁省确定为重点中学。1980年被命名为辽宁省首批办好的重点中学。
1984年，学校与日本富山县高冈市第一学园签订友好协议书，建立了中日友好协作关系。
1988年被省、市确定为普通中学整体改革的试点单位。1996年被评为首批模范学校（全省仅十所）。
2002年被命名为辽宁省首批示范高中（全省共十九所）。
2017年搬迁至原渤海大学东校区。
原主校区先后为锦州铁路中学、锦州二高中使用。
原东校区与原菊三小学校区合并，成为锦州八中逸夫分校校址。
2021年3月，被评为“2019-2020年度辽宁省三八红旗集体”。

## 校舍
学校占地4.5万平方米，共有58个教学班，教工232人，在校学生3300余人，其中特级教师2人，高级教师57人，在读研究生44人，市以上学科带头人、骨干教师24人。
学校位于锦州市区，现校区位于凌河区云飞街三段5号，占地近3万平方米。
原东校区位于凌河区洛阳路六段9号，创建于2007年7月，现由锦州二高中使用。

## 校园文化
校训：正道行远
校风：苦中乐直
学风：学思践悟
教风：进德修业
办学方略：
遵天道：天道酬勤　勤志 勤身
行人道：人道酬爱　爱己 爱人
重师道：师道酬真　真心 真知

## 著名校友
- 中国科学院院士、中国地质大学校长赵鹏大
- 南开大学校长母国光
- 中国工程院院士、中科院冶金研究所所长柯伟

## 网站
- 锦州中学（已停用）